# نوی‌مونستر

نماد شهر

نوی‌مونستر (به آلمانی: Neumünster) شهری در ایالت اشلسویگ-هولشتاین و نزدیک به هامبورگ است. این شهر با کیل فاصلهٔ کمی دارد. این شهر دارای مراکز خرید و رستوران‌های مختلفی است فاصلهٔ این شهر به کشور دانمارک کم است.

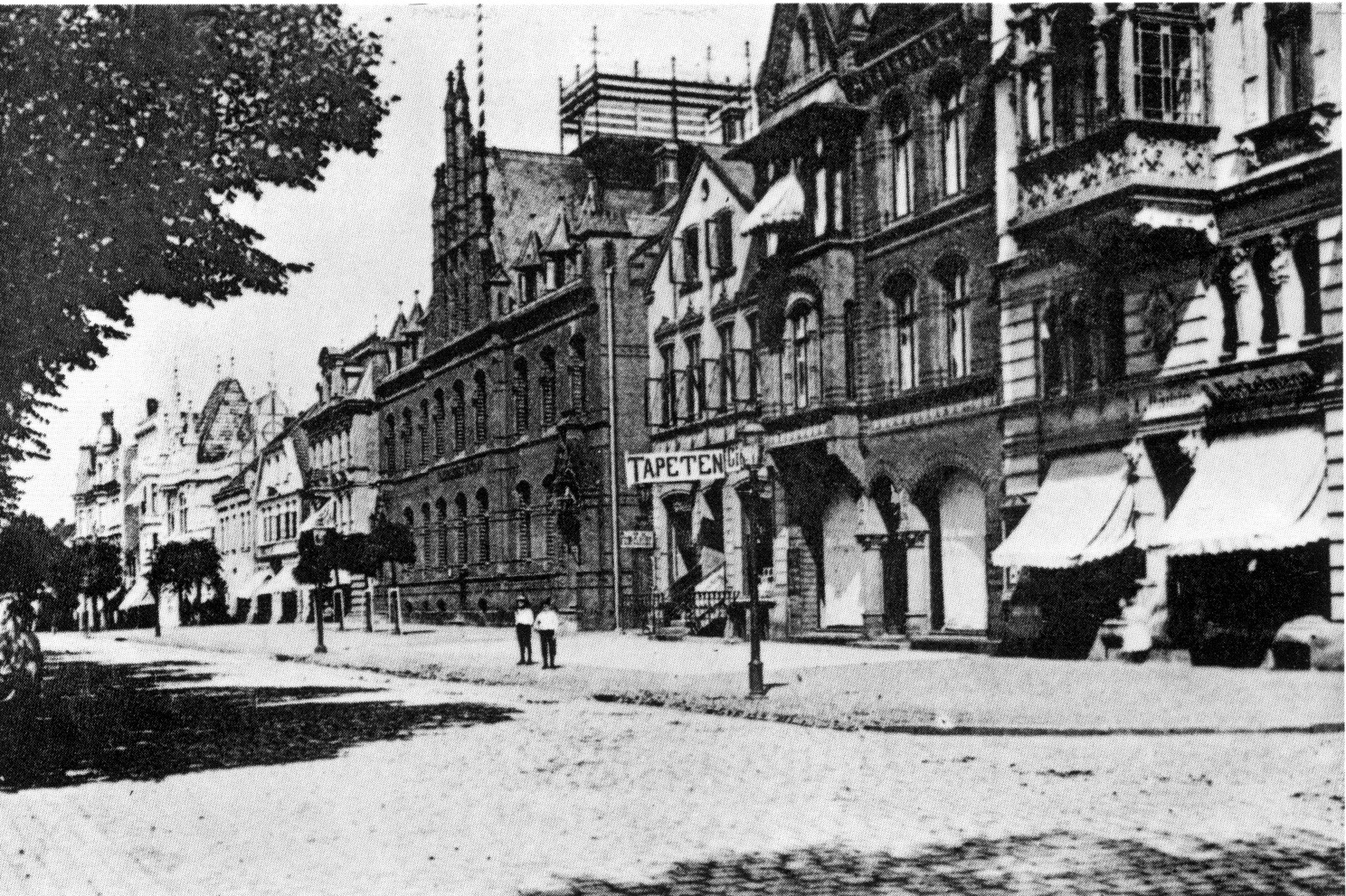
نمایی از شهر در سده ۱۹